# Margery Corbett Ashby
Dame Margery Corbett Ashby, DBE (* 19. April 1882 in Danehill, East Sussex, England; † 15. Mai 1981 ebenda) war eine britische Frauenrechtlerin und Politikerin.

## Leben
Die Tochter des Richters und liberalen Abgeordneten des Unterhauses für den Wahlkreis East Grinstead Charles Corbett engagierte sich bereits frühzeitig politisch und absolvierte ein Studium der Klassischen Altertumswissenschaft am Newnham College der University of Cambridge. Nachdem sie 1901 zusammen mit ihrer Schwester Cicely Corbett und anderen jungen Frauen die Younger Suffragists begründete, nahm sie 1904 nach Abschluss des Studiums neben ihrer Mutter an der Konferenz zur Gründung des Weltbundes für Frauenstimmrecht (engl. International Woman Suffrage Alliance, IWSA) in Berlin teil und widmete sich in den folgenden Jahren der Frauenbewegung und dem Frauenstimmrecht.
1907 wurde sie Sekretärin der Nationalen Union der Vereinigungen für das Frauenwahlrecht (engl. National Union of Women's Suffrage Societies, NUWSS). 1918 kandidierte sie selbst als Vertreterin der Liberal Party erstmals für das Unterhaus, allerdings verfehlte sie einen Sitz im Parlament ebenso wie bei den sechs darauf folgenden Unterhauswahlen bis 1944.
Nachdem sie einige Zeit in der IWSA war, wurde sie schließlich 1923 als Nachfolgerin von Carrie Chapman Catt selbst Vorsitzende der IWSA und behielt dieses Amt bis 1946. In dieser Funktion beschränkte sie sich nicht nur auf die Organisation der Allianz, sondern war auch während ihrer zahlreichen Auslandsreisen, zusammen mit der Feministin  Rosa Manus, eine energische Vertreterin für die Einführung des Frauenwahlrechts. Dabei erhielt sie auch Unterstützung von ihrem Ehemann Brian Ashby, einem Rechtsanwalt, mit dem sie seit 1910 verheiratet war. Zusammen mit Eva Hubback gründete sie außerdem 1929 die britische Frauenbewegung Townswomen's Guild.
Für ihre Verdienste wurde ihr ein Ehrendoktortitel des Mount Holyoke College in Massachusetts verliehen. Darüber hinaus wurde sie 1967 als Dame Commander des Order of the British Empire (DBE) geadelt.

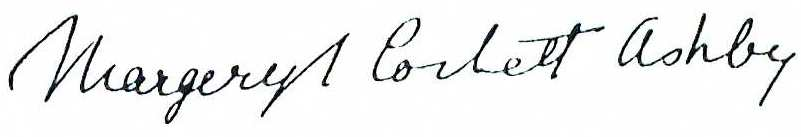
Signatur 1926

## Schriften
- Autobiografie (1926). In: Elga Kern (Hrsg.): Führende Frauen Europas. E. Reinhardt Verlag, München 1999, ISBN 3-497-01480-X, S. 217–221 (Nachdruck der Ausgabe München 1928)